# Alexandr Vondra
Alexandr Vondra, pseud. Saša (ur. 17 sierpnia 1961 w Pradze) – czeski polityk, geograf i dyplomata, dysydent, sygnatariusz Karty 77. W latach 2006–2007 minister spraw zagranicznych, od 2007 do 2009 wicepremier, w latach 2010–2012 minister obrony, poseł do Parlamentu Europejskiego IX i X kadencji.

## Życiorys
Ukończył geografię na Uniwersytecie Karola. Pracował początkowo w Muzeum Kultur Azji, Afryki i Ameryki w Pradze, później m.in. jako programista. W 1987 dołączył do Solidarności Polsko-Czesko-Słowackiej. Podpisał Kartę 77, pełniąc w 1989 funkcję jej rzecznika. Aresztowany na dwa miesiące w tym samym roku, po zwolnieniu stał się współzałożycielem Forum Obywatelskiego.
Między 1990 a 1992 był doradcą prezydenta Czechosłowacji Václav Havla ds. międzynarodowych. Następnie do 1997 pełnił funkcję pierwszego wiceministra spraw zagranicznych Republiki Czeskiej. Prowadził negocjacje nad czesko-niemieckim traktatem o dobrych stosunkach. W 1997 został ambasadorem Czech w Stanach Zjednoczonych. Po zakończeniu misji, w 2001 został specjalnym pełnomocnikiem rządu ds. organizacji Szczytu NATO w Pradze. Od 2002 do 2003 ponownie był wiceministrem w MSZ, następnie prowadził własną działalność gospodarczą.
W 2006 został członkiem Obywatelskiej Partii Demokratycznej, od 2010 do 2012 pełnił funkcję wiceprzewodniczącego tego ugrupowania. Również w 2006 został wybrany w skład Senatu na sześcioletnią kadencję. W pierwszym rządzie Mirka Topolánka pełnił funkcję ministra spraw zagranicznych (od września 2006 do stycznia 2007). W drugim gabinecie tego premiera zajmował stanowisko wicepremiera, będąc odpowiedzialnym za sprawy europejskie (od stycznia 2007 do maja 2009).
W maju 2010 objął urząd ministra obrony w rządzie premiera Petra Nečasa. Zrezygnował ze stanowiska w grudniu 2012, w tym samym roku nie uzyskał senackiej reelekcji, wycofując się z działalności politycznej. Powrócił do niej w 2019, uzyskując wówczas mandat eurodeputowanego IX kadencji. W wyborach w 2024 z powodzeniem ubiegał się o reelekcję.

## Odznaczenia
W 2004 został odznaczony Krzyżem Oficerskim Orderu Zasługi Rzeczypospolitej Polskiej.